# Pachycara alepidotum
 Pachycara alepidotum és una espècie de peix de la família dels zoàrcids i de l'ordre dels perciformes.

## Morfologia
- Els mascles poden assolir 25,5 cm de longitud total i les femelles 28,2.
- Nombre de vèrtebres: 92-95.[4]

## Hàbitat
És un peix marí i d'aigües profundes que viu entre 788-910 m de fondària.

## Distribució geogràfica
Es troba al Brasil.

## Observacions
És inofensiu per als humans.